# PKP-Baureihe EN95
Die Baureihe EN95 ist ein vierteiliger elektrischer Triebzug der Polnischen Staatsbahnen (PKP) des Herstellers Pesa Bydgoszcz. Das Fahrzeug trägt die Typbezeichnung Masowien und wurde 2004 als Einzelstück gebaut.
Die Einheit wird im Regionalverkehr auf der Warschauer Pendlerbahn WKD eingesetzt und trägt dort die Bezeichnung Perle.

## Geschichte
Ab den 1990er Jahren war der Fahrzeugpark bei der Warschauer Pendlerbahn überaltert. Da die Erhöhung der Fahrdrahtspannung auf 3 kV beschlossen war, die eingesetzten Fahrzeuge EN94 lediglich mit 600 V fuhren und durchweg Hochflur-Fahrzeuge waren, lieferte Pesa Bydgoszcz im Jahr 2004 einen vierteiligen Prototyp, der die Bezeichnung PKP EN95-01 bekam und für beide Stromsysteme einsetzbar war. Das Design der Fahrzeuge glich dem der bereits 2001 ausgelieferten Dieseltriebwagen SA 135.
Der Triebzug wurde zunächst auf verschiedenen Ausstellungen und Messen gezeigt, u. a. im Jahr 2004 auf der InnoTrans. Ab September 2004 wurde er auf der Warschauer Pendlerbahn im Planeinsatz eingesetzt. Da die Konstruktion des Fahrzeuges nicht ausgiebig getestet war, stellten sich während des Einsatzes bald eine Reihe von Kinderkrankheiten heraus, die umfangreiche Nacharbeiten verursachten.
Im November 2006 wurde der Triebzug in einen Unfall mit einem Lastkraftwagen verwickelt und musste zu PESA zur Reparatur geschickt werden. Dabei wurde Mängelliste des Fahrzeuges abgearbeitet. 2007 ging der Triebzug wieder in Betrieb. Die WKD hatte mit ihren EN94 gute Erfahrungen gesammelt und stellte an die Zuverlässigkeit des Fahrzeuges hohe Ansprüche. 2014 war erneut eine Reparatur erforderlich, die Wiederinbetriebnahme erfolgte 2016. Da die neuen Fahrzeuge der Baureihe EN97 geliefert wurde, blieb der EN95 ein Einzelstück. Die lange Werkstattzeit war mit der Umstellung auf die Versorgungsspannung von 3 kV verbunden, was eine umfassende Anpassung des Fahrzeuges erforderlich machte. Letzte Meldungen über die Fahrzeuge stammen aus dem Jahr 2017.

## Konstruktion
Bei dem vierteiligen Triebzug wurden viele Elemente von den einteiligen Fahrzeugen EN81 und SA135 übernommen. Ausgerüstet sind die Fahrzeuge mit einer Scharfenbergkupplung, die Wagen untereinander sind mit einer Kurzkupplung verbunden und können nur in der Werkstatt voneinander getrennt werden. Eine Mehrfachtraktion mit anderen Fahrzeugen ist nicht möglich, die Scharfenbergkupplung dient vorrangig zum Rangieren oder Abschleppen der Fahrzeuge.
Die Endtriebwagen besitzen außen die beiden Antriebs-Drehgestelle. Sie sitzen mit den beiden Mittelwagen zusammen auf drei Jakobs-Drehgestellen auf. Jeder Wagen hat pro Seite je zwei Schwenkschiebetüren. In diesem Bereich hat der Wagen eine Fußbodenhöhe von 600 mm. Im Bereich der Antriebsgestelle bzw. der Jakobs-Gestelle beträgt die Fußbodenhöhe 1290 bzw. 920 mm. Im Innenraum der Fahrzeuge gehören Videoüberwachung, Klimaanlage und Fahrgastinformationssystem zum Standard. Auf Grund der kurzen Streckenlänge bei der WKD besitzen die Fahrzeuge keine Toilette.
Die Drehstromausrüstung ist auf dem Fahrzeugdach untergebracht. Die Fahrzeuge besitzen vier Drehstrom-Asynchronmotoren des Typs DKLBZ0910-04 vom Hersteller VEM Sachsenwerk. Das Drehmoment wird über je ein zweistufiges Achsgetriebe von Voith übertragen. Jeder Motor wird von einem Wechselrichter versorgt. Die beiden Motorwagen besitzen je einen Scherenstromabnehmer vom Hersteller Stemmann. Die Fahrzeuge sind mit Sprechfunk und einer Sicherheitsfahrschaltung versehen.